# 뉴 웨이브 (타이포그래피)
뉴 웨이브(New Wave) 또는 스위스 펑크 타이포그래피(Swiss Punk Typography)는 펑크 문화의 영향을 받아 만들어진 타이포그래피를 말한다. 고정된 그리드에서 벗어나 자간이나 자폭, 글자 굵기 등을 다양하게 만들었다.